# Le Grand Robert de la langue française
Le Grand Robert de la langue française (geläufige Kurzform: Grand Robert) ist ein im Verlag Le Robert erscheinendes einsprachiges französisches Online-Großwörterbuch, dessen Benutzung kostenpflichtig ist. Es ist aus dem Papierwörterbuch Dictionnaire alphabétique et analogique de la langue française de Paul Robert in sechs (zeitweise neun) Bänden hervorgegangen, das nicht mehr verkauft wird.

## Geschichte und Beschreibung
Paul Robert, der ohne sprachwissenschaftliche Ausbildung war, stand als Vorbild für sein Wörterbuchprojekt das Dictionnaire de la langue française (1863–1873) von Émile Littré vor Augen, das er um moderne Zitate und eine Komponente zum Auffinden schwerer Wörter („Dictionnaire analogique“) bereichern wollte.
Von 1953 bis 1964 erschien in sechs Bänden das von ihm mit einem Team unter Leitung von Alain Rey erstellte Dictionnaire alphabétique et analogique de la langue française. Les mots et les associations d’idées, dem 1970 von Alain Rey und Josette Rey-Debove ein Supplement-Band hinzugefügt wurde. 1985 erschien eine zweite Auflage in neun Bänden unter dem Titel Le Grand Robert de la langue française. Dictionnaire alphabétique et analogique de la langue française de Paul Robert. 2001 erschien unter dem gleichen Titel die dritte erweiterte (unter der Leitung von Danièle Morvan bearbeitete) Auflage in sechs Bänden (als Online-Ressource seit 2008). Seit 2013 findet die Aktualisierung nur noch in der Online-Ausgabe statt.
Das Wörterbuch umfasst mit über 100.000 Stichwörtern und 350.000 Bedeutungsangaben, circa 300.000 Zitaten sowie rund 400.000 Anwendungsbeispielen, Konstruktionen und Kollokationen den französischen Wortschatz vom 16. bis zum 21. Jahrhundert.
Die Aussage des Verlages Le Robert, es handele sich bei dem Grand Robert um das größte und vollständigste Wörterbuch der französischen Sprache, darf bezweifelt werden, da der Trésor de la langue française eindeutig umfangreicher ist. Allerdings wird dieses ursprünglich in 16 Bänden erstellte Wörterbuch nicht in gleicher Weise wie der Grand Robert ständig aktualisiert.
Aus dem Grand Robert wurden zahlreiche kleinere Wörterbücher abgeleitet, allen voran 1967 der Petit Robert, der in jährlich überarbeiteter Fassung weiterhin auch als Buch erscheint.